# Ashton Götz
Ashton-Phillip Shawn Götz (Pirmasens, 16 luglio 1993) è un calciatore tedesco, di origini statunitensi, difensore del TuS Dassendorf.

## Caratteristiche tecniche
Gioca come terzino destro, ma può essere impiegato anche al centro della difesa.

## Carriera
Nel 2012 esordisce con la squadra II dell'Amburgo, mentre dal 2014 esordisce in prima squadra.